# Ларгуца (Бакау)
Ларгуца (рум. Lărguța) насеље је у Румунији у округу Бакау у општини Николаје Балческу. Oпштина се налази на надморској висини од 383 m.

## Становништво
Према подацима из 2002. године у насељу је живело 264 становника, од којих су сви румунске националности.